# Lymantria rubroviridis
Lymantria rubroviridis är en fjärilsart som beskrevs av Erich Martin Hering 1917. Lymantria rubroviridis ingår i släktet Lymantria och familjen tofsspinnare. Inga underarter finns listade i Catalogue of Life.